# Edificio Posadas Belgrano

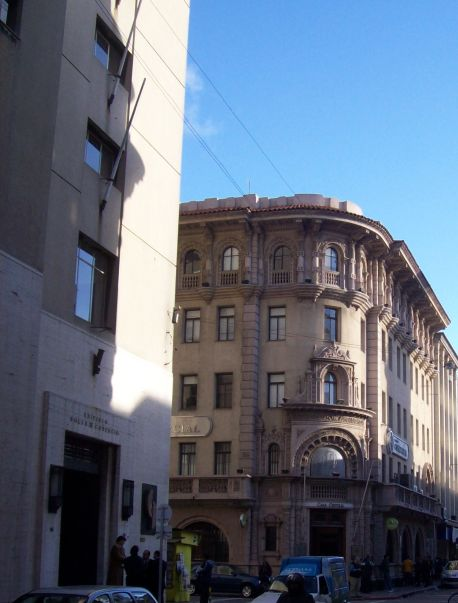
Edificio Posadas Belgrano (rechts)

Die Edificio Posadas Belgrano ist ein Bauwerk in der uruguayischen Landeshauptstadt Montevideo.
Das 1926 errichtete Gebäude befindet sich in der Ciudad Vieja an der Calle Misiones 1399, Ecke Rincón. Architekt des Edificio Posadas Belgrano war Jorge Herrán. Das als Bürohaus konzipierte, 18 Meter hohe, fünfstöckige, unterkellerte Gebäude verfügt über eine Grundfläche von 647 m² und hielt ursprünglich neben dem im Erd- und Kellergeschoss untergebrachten Bankbetrieb Büroräume in den oberen Etagen vor, die über einen separaten Eingang erschlossen waren. Heute dient das Gebäude als Sitz der Banco Comercial. Für das Bauwerk ist daher auch die Bezeichnung Banco Comercial – Casa Central geläufig.